# Súper Campeonato de España de Rally
El Supercampeonato de España de Rally (S-CER), también conocido como Campeonato de España Mixto de Rallyes, y oficialmente Campeonato de España de Rally o CER es un campeonato de rally de ámbito nacional que se disputa en España desde 2019 y de carácter mixto, es decir, combinando pruebas sobre asfalto (puntuables para el CERA las dos primeras temporadas, luego para la Copa de asfalto) y pruebas sobre tierra (puntuables para el CERT las dos primeras temporadas, luego para la Copa de tierra). Nació por iniciativa de la RFEDA para potenciar a los pilotos con el fin de que dominen ambas superficies, tradicionalmente en España más especialistas sobre el asfalto, especialmente de cara al salto a competiciones internacionales como el WRC.
El calendario inicial constó de ocho pruebas, cuatro sobre cada superficie, mientras que la normativa era independiente: cada prueba se regía por el reglamento del certamen correspondiente. En su primera temporada se convocaron el campeonato de pilotos, copilotos, marcas y un trofeo para vehículos de dos ruedas motrices para pilotos, copilotos y júnior. Obtenían puntos los quince primeros clasificados de cada rally y para la clasificación final se tuvieron en cuenta los tres mejores resultados obtenidos en rallyes sobre asfalto y los tres mejores sobre tierra. La federación también incluyó premios en metálico en torno a los 82.500 €.

## Pruebas

Pruebas actuales y pasadas puntuables para el S-CER.

Hasta 2022 el S-CER ha acogido diecisiete pruebas distintas. El Rallyshow de Madrid es la única prueba que forma parte del certamen sin ser puntuable.
- Rallye Tierras Altas de Lorca (2019-2023)
- Rally Islas Canarias (2019-2021, 2023)
- Rally Terra da Auga (2019-2021)
- Rally de Ourense (2019, 2021-2023)
- Rally Princesa de Asturias (2019, 2021-2023)
- Rally Comunidad de Madrid / Rallyshow de Madrid (2019, 2021-2023)
- Rally de Tierra Ciudad de Granada (2019)
- Rally de Tierra Ciudad de Astorga (2019)
- Rally de Ferrol (2020-2021)
- Rally de Tierra de Madrid (2020-2021)
- Rally de La Nucía-Mediterráneo (2020-2023)
- Rally Sierra Morena (2021-2023)
- Rally Villa de Adeje (2021-2022)
- Rally Villa de Llanes (2021-2023)
- Rally Ciudad de Pozoblanco (2021-2023)
- Rally Reino de León (2021)
- Rally Cataluña (2023-2024)

## Normativa

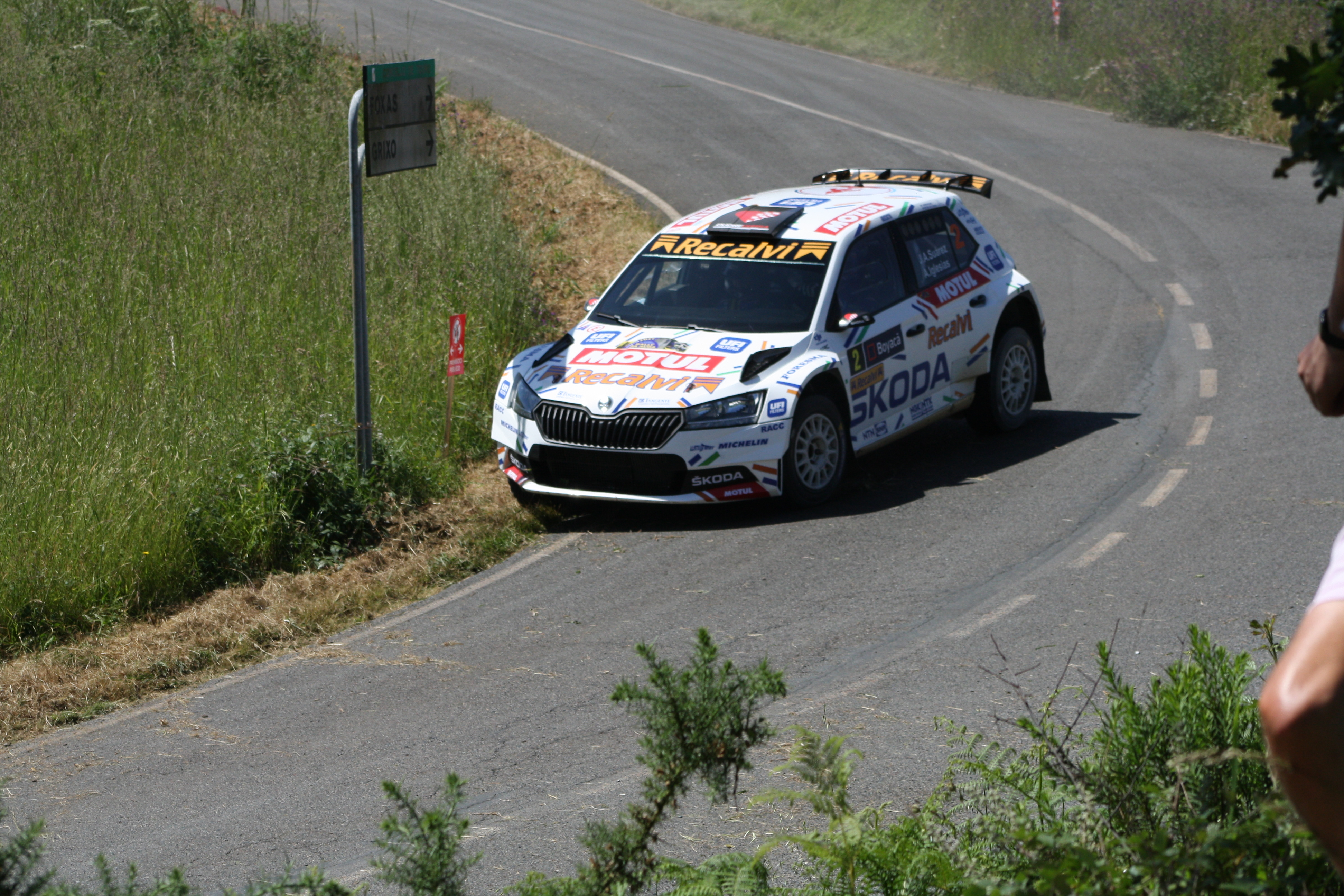
El S-CER mezcla pruebas de asfalto y tierra. En la imagen José Antonio Suárez en 2021.

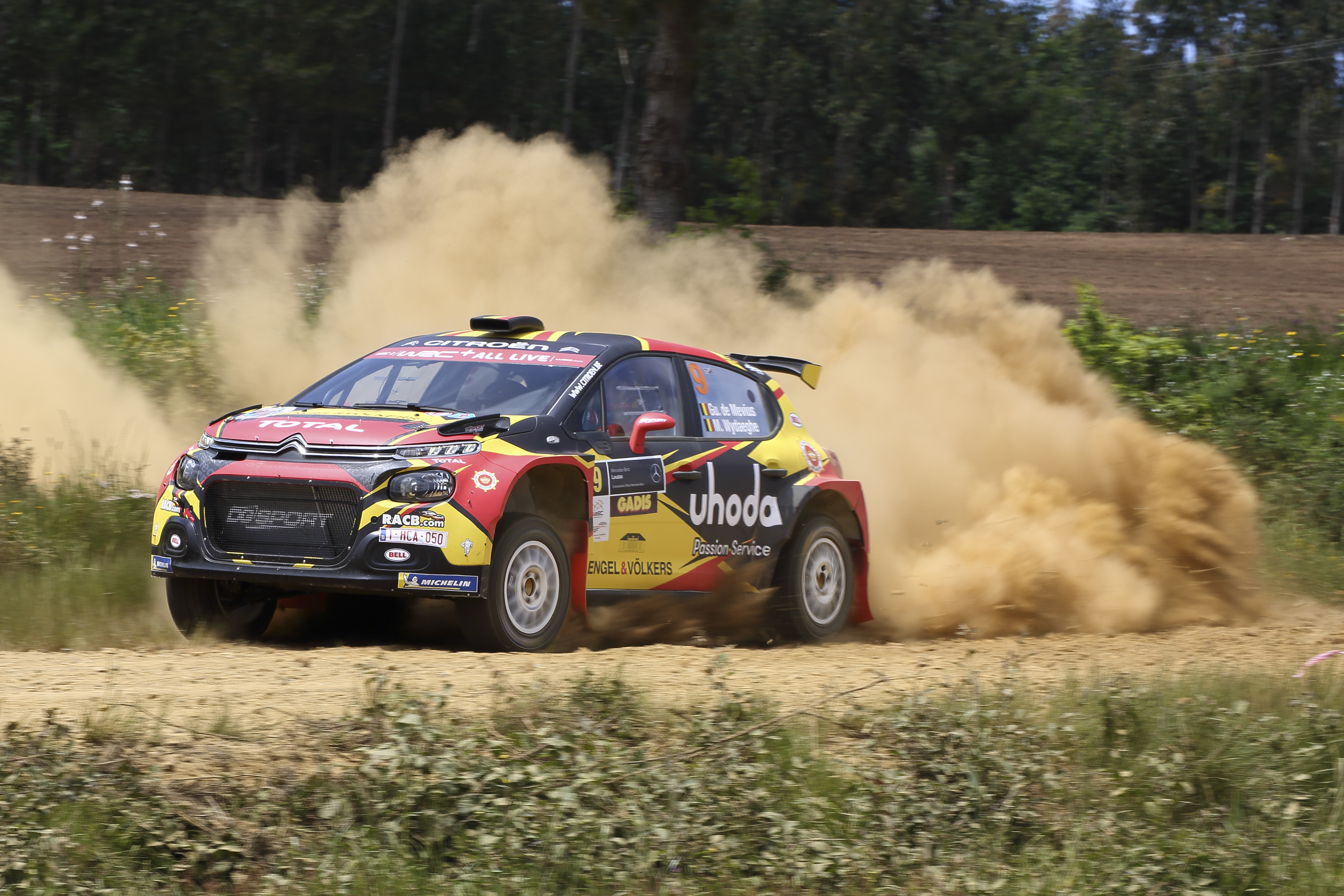
Los vehículos de la categoría R5 y Rally2 son los dominadores. En la imagen el belga Guillaume de Mevius con el Citroën C3 R5.

### Campeonatos
Lista de campeonatos, copas y trofeos incluidos dentro del Súper Campeonato:
- Súper Campeonato de España de Rallyes para Pilotos y Copilotos.
- Súper Campeonato de España de Rallyes para Marcas.
- Súper Copa de España de Categoría 1.
- Súper Copa de España de Categoría 2.
- Súper Copa de España de Categoría 3.
- Súper Copa de España de Vehículos N3.
- Súper Copa de España de Vehículos N5.
- Trofeo S‐CER para vehículos de 2RM hasta 2000 cc.
- Trofeo S‐CER para Pilotos y Copilotos Júnior (edad máxima 25 años).
- Trofeo S‐CER para Pilotos y copilotos Silver (edad mínima 50 años).
- Trofeo S‐CER Femenino para Pilotos y Copilotos Laura Salvo.
- Trofeo S‐CER para Concursantes Colectivos.

Para clasificarse en cualquier de ellos se retendrán los puntos de todas las pruebas en las que un participante haya tomado parte menos uno. En el campeonato de marcas se tienen en cuenta todas las pruebas.
Sistema de puntuación:
| Posición | 1  | 2  | 3  | 4  | 5  | 6  | 7  | 8  | 9  | 10 | 11 | 12 | 13 | 14 | 15 | 16 | 17 | 18 | 19 | 20 |
| -------- | -- | -- | -- | -- | -- | -- | -- | -- | -- | -- | -- | -- | -- | -- | -- | -- | -- | -- | -- | -- |
| Puntos   | 35 | 30 | 27 | 25 | 23 | 21 | 19 | 17 | 15 | 13 | 11 | 9  | 8  | 7  | 6  | 5  | 4  | 3  | 2  | 1  |

Sistema de puntuación en el TC plus:
| Posición | 1 | 2 | 3 |
| -------- | - | - | - |
| Puntos   | 3 | 2 | 1 |

### Vehículos admitidos
- Listado de vehículos admitidos en el S-CER. Se dividen en tres categorías:[10]

- Categoría 1: R5 / Rally2, S2000, R-GT, R4 Kit / Rally2 Kit, Nacional 5.
- Categoría 2: Rally3, R3, R3T, Rally4, R2, Grupo A (-1600cc turboalimentado y 1600-2000 atmosféricos), Grupo N, Nacional 4.
- Categoría 3: Rally5, R1, Grupo A (-1600 atmosféricos), Grupo N, Nacional 3.

## Palmarés

### Campeonato de pilotos
| Año  | Piloto              | Copiloto         | Automóvil              |
| ---- | ------------------- | ---------------- | ---------------------- |
| 2019 | Pepe López          | Borja Rozada     | Citroën C3 R5          |
| 2020 | Pepe López          | Borja Rozada     | Citroën C3 R5          |
| 2021 | José Antonio Suárez | Alberto Iglesias | Škoda Fabia R5         |
| 2022 | Pepe López          | Borja Rozada     | Hyundai i20 N Rally2   |
| 2023 | José Antonio Suárez | Alberto Iglesias | Škoda Fabia RS Rally2  |
| 2024 | Alejandro Cachón    | Borja Rozada     | Toyota GR Yaris Rally2 |

## Impacto
Según un estudio realizado por el sitio web pitlanemotor.com durante la temporada 2022 el S-CER alcanzó una media de 22.300 espectadores y una cuota media de pantalla del 0,27% en el canal Teledeporte. En YouTube donde se realizaron directos en tres canales diferentes se alcanzaron las 21.800 visualizaciones durante el streamming del Rally de Lorca sumando los tres; en Córdoba superaron las 17.000 y en el Rally Villa de Llanes se alcanzaron las 20.000 visualizaciones sumando dos directos.